# St. Johann Nepomuk (Königsbrunn)

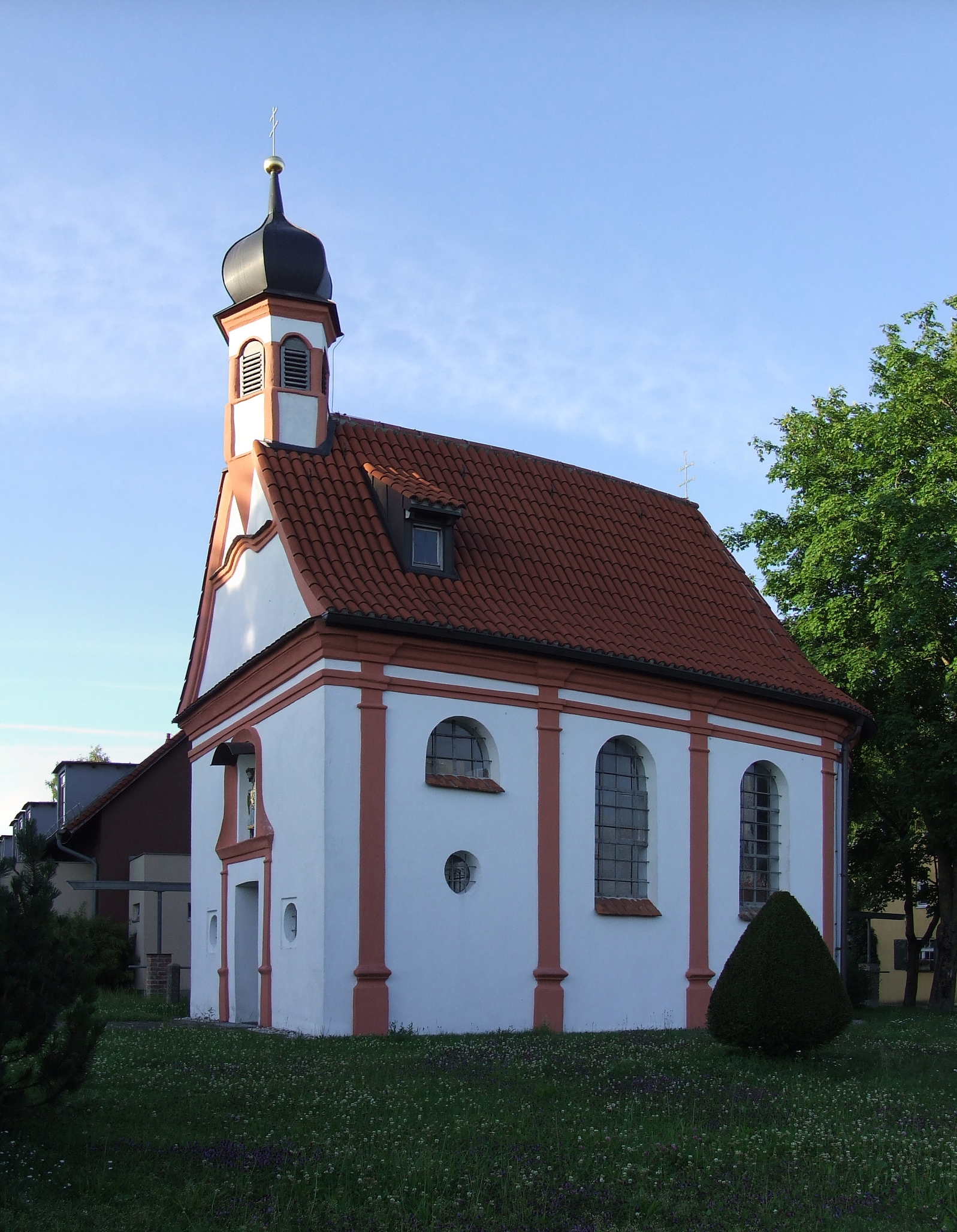
St. Johann Nepomuk in Königsbrunn

Die römisch-katholische Kapelle St. Johann Nepomuk steht in Königsbrunn, einer Stadt im schwäbischen Landkreis Augsburg von Bayern. Das Bauwerk ist in der Liste der Baudenkmäler in Königsbrunn als Baudenkmal unter der Nr. D-7-72-163-4 eingetragen.

## Beschreibung
Die 1734 gebaute Kapelle besteht aus einem im Osten halbrund geschlossenen Langhaus, deren Wände mit Pilastern gegliedert sind. In der Fassade im Westen befindet sich das Portal, über dem in einer Nische die Statue des Johannes Nepomuk steht. Über dem Giebel der Fassade erhebt sich ein sechseckiger Dachreiter, der den Glockenstuhl beherbergt, und der mit einer Zwiebelhaube bedeckt ist. Der Stuck im Innenraum und der Altar stammen aus der Erbauungszeit.